# Plommonpiga
Plommonpiga (Oenopia conglobata) är en skalbaggsart som först beskrevs av Carl von Linné 1758. Den ingår i släktet Oenopia och familjen nyckelpigor.

## Beskrivning
Arten är en medelstor nyckelpiga med skära täckvingar, mörk mittlinje och mörka fläckar. Fläckarnas antal varierar, men ligger normalt kring 16.

## Utbredning
Utbredningsområdet omfattar större delen av Europa utom Island och Brittiska öarna, österut via Vitryssland, Ukraina, Moldavien, Kaukasus, Georgien, Armenien och  Azerbajdzjan till Kazakstan och Sibirien samt sydöst till Pakistan, Mongoliet, Kina och Nordkorea. I Sverige finns den främst i Uppland och Västmanland, vissa observationer är även gjorda i Värmland, östra Östergötland, Södermanland, nordöstra Småland, Gotland, Halland och Skåne. I Finland förekommer den framför allt i söder och sydöst, norrut till Södra Österbotten, Norra Savolax och Norra Karelen. I både Sverige och Finland är den klassificerad som livskraftig ("LC"); i Finland har den emellertid tidigare (2000) varit rödlistad som sårbar ("VU").

## Ekologi
Plommonpigan lever i biotoper dominerade av träd, främst lövträd, som skogar, skogsbryn, sanka alsnår, parker och trädgårdar. Födan består av bladlöss och bladloppor som den främst tar på popplar och almar, men även på arter ur videsläktet, björkar och ekar. Arten kan få två generationer per år. Den övervintrar i barkspringor på popplar och andra träd, även barrträd, i poppelstubbar, i diverse håligheter och inomhus i byggnader.

## Ekonomisk betydelse
Arten betraktas som ett nyttodjur i många fruktträdgårdar, och har undersökts som lämplig för biologisk bekämpning bland annat av bladloppan Agonoscena pistaciae som angriper pistaschodlingar i Iran samt av bladlusen Brachycaudus cardui, som lever på plommon, persika och aprikos i bland annat Turkiet.